# Stjernehallen
Stjernehallen er en skøjthall i Fredrikstad, som blev åbnet den 3. oktober 1970, som den femte i Norge. Hallen er hjemsted for ishockeyholdet Stjernen Hockey og har en publikums kapacitet på 2280. I 1963 blev der nedsat et kunstudvalg, der skulle arbejde på etableringen af en hal med kunstigt frossen is i Fredrikstad. Efter meget kontrovers over valg af sted blev det endelig besluttet, at der skulle bygges en skøjtebane i Fredrikstad. 2. Oktober 1970 Stjernehallen blev åbnet af byens borgmester. Der er nu planer om at opføre en større hal, der kan imødekomme fremtidige krav om komfort for spillerne og tilskuere, inspireret af blandt andet den nye arena DNB Arena i Stavanger.